# Тайттирия-упанишада
«Тайттири́я-упаниша́да» (IAST: Taittirīya Upaniṣad) — ведийский текст на санскрите. Относится к канону мукхья — одиннадцати наиболее древним Упанишадам, к которым написал свои комментарии средневековый философ Шанкара. Принадлежит к Тайттирия-шакхе «Яджурведы» и является седьмой, восьмой и девятой главой «Тайттирия-араньяки». Десятая глава той же Араньяки — это «Маханараяна-упанишада». В списке муктика из 108 Упанишад, «Тайттирия-упанишада» стоит на седьмом месте.
В «Тайттирия-упанишаде» описываются различные уровни счастья, испытываемые живыми существами во Вселенной. Упанишада разделена на три раздела, или валли: Шикша-валли, Брахмананда-валли и Бхригу-валли. Каждый валли в свою очередь делится на ануваки, или стихи.